# Microsoft NetMeeting
Microsoft NetMeeting fue un cliente de videollamada VoIP y multipunto incluido en muchas versiones de Microsoft Windows (desde Windows 95 OSR2 hasta Windows XP). Usa el protocolo H.323 para realizar las conferencias, por lo que es interoperable con clientes basados en OpenH323 como Ekiga, así como Internet Locator Service (ILS) como reflector. También usa una versión ligeramente modificada del protocolo ITU T.120 para la pizarra electrónica, la compartición de aplicaciones, la compartición de escritorio, la compartición de escritorio remota (RDS) y las transferencias de archivos. La pizarra electrónica secundaria en NetMeeting 2.1 y posteriores usa el protocolo H.324.

## Historia
Antes de que el servicio de video llegara a ser común en los clientes gratuitos de mensajería instantánea, tales como Yahoo! Messenger y MSN Messenger, NetMeeting era una manera popular de realizar las videollamadas y la charla sobre Internet (con la ayuda de los servidores públicos del ILS). Desde el lanzamiento de Windows XP, Microsoft lo ha desaprobado en 
favor de Windows Messenger, aunque todavía se instala por omisión (Inicio> Ejecutar... conf.exe). Obsérvese que Windows Messenger, MSN Messenger y Windows Live Messenger enlazan directamente a NetMeeting para el uso compartido de carpetas.
Actualmente está completamente en desuso.